# شاتل آمریکا
شاتل آمریکا (به انگلیسی: Shuttle America) یک شرکت هواپیمایی با کد یاتا S5 است که در تاریخ ۱۹۹۵ میلادی تأسیس شده است.
دفتر مرکزی شاتل آمریکا در ایندیاناپولیس واقع شده‌است.